# 日本の漫画作品一覧 さ行
あ行 |
か行 |
さ行 |
た行 |
な行 |
は行 |
ま行 |
や行 |
ら行 |
わ行 |
読切 |
日本の漫画作品一覧 さ行（にほんのまんがさくひんいちらん さぎょう）は、ウィキペディア日本語版に記事の存在する日本の漫画作品のうち、さ行に分類される作品の一覧である。

## さ
- ザ・合気道（美和剛）
- サーガ・オブ・ドラゴン（増田晴彦）
- 曲芸家族（みさき速、週刊少年チャンピオン）
- サーキットの狼（池沢さとし、週刊少年ジャンプ）
- サーキットの狼II モデナの剣（池沢さとし、週刊プレイボーイ）
- サークルクラッシュ!（原作：佐古田康之、作画：こすずめ、GANMA!）
- サーティーガール（作画：岩崎つばさ、脚本：カワイシンゴ）
- サーバント×サービス（高津カリノ、増刊ヤングガンガン→増刊ヤングガンガンビッグ→月刊ビッグガンガン）
- SERVAMP-サーヴァンプ-（田中ストライク、月刊コミックジーン）
- さあ 秘密をはじめよう（一井かずみ、プチコミック）
- SURF SIDE HIGH-SCHOOL（澤井健、週刊ヤングサンデー）
- 菜（わたせせいぞう、モーニング）
- 最強生徒会ツバキヨ（原明日美、なかよし）
- 最強伝説 黒沢（福本伸行、ビッグコミックオリジナル）
- 最強!都立あおい坂高校野球部（田中モトユキ、週刊少年サンデー）
- サイクル野郎（荘司としお、週刊少年キング、ヒットコミックス）
- サイコドクター（原作：亜樹直、作画：的場健、モーニング）
- サイコドクター 楷恭介（原作：亜樹直、作画：オキモト・シュウ、モーニング）
- 最後の制服（袴田めら、まんがタイムきららキャラット）
- 最後のレストラン（藤栄道彦、月刊コミック@バンチ）
- 最終教師（山本貴嗣、月刊ジャストコミック）
- 最終兵器彼女（高橋しん、ビッグコミックスピリッツ）
- サイトーくんは超能力者らしい（いみぎむる、コミックガム）
- サイファー （かとうひろし、月刊コロコロコミック）
- CIPHER（成田美名子）
- サイボーグクロちゃん（横内なおき、月刊コミックボンボン）
- CYBORGじいちゃんG（土方茂、週刊少年ジャンプ）
- サイボーグ009（石森章太郎、週刊少年キング等）
- 西遊記（藤原カムイ）
- 最遊記（峰倉かずや、月刊Gファンタジー）
- 最遊記RELOAD（峰倉かずや、月刊コミックZERO-SUM）
- PSYREN -サイレン-（岩代俊明、週刊少年ジャンプ）
- サイレン 〜ETERNAL SIREN〜（万乗大智、週刊ヤングサンデー）
- サイレントメビウス（麻宮騎亜、月刊コミックドラゴン）
- 囀る鳥は羽ばたかない（ヨネダコウ、Ihr HertZ）
- 捜し屋禿鷹登場!!（さいとう・たかを、ビッグコミック）
- SAKAMOTO DAYS（鈴木祐斗、週刊少年ジャンプ）
- 坂本ですが?（佐野菜見、ハルタ）
- 咲-Saki-（小林立、ヤングガンガン）
- 魁!!男塾（宮下あきら、週刊少年ジャンプ）
- 魁!!クロマティ高校（野中英次、週刊少年マガジン）
- サキュバス&ヒットマン（原作：深見真、作画：刻夜セイゴ、チャンピオンRED）
- サキュバスじゃないモン!（ほりとも、ヤングアンリアルJINGAI）
- さくらかんづめ（森田ゆき、ちゃお）
- 桜 咲くころ（八木ちあき、なかよし）
- さくら前線（おおばやしみゆき、ChuChu）
- さくら前線（たておか夏希、なかよし）
- サクラ大戦漫画版 （原作：広井王子、作画：政一九、月刊マガジンZ）
- 桜通信（遊人、週刊ヤングサンデー）
- サクラテツ対話篇（藤崎竜、週刊少年ジャンプ）
- 桜Trick（タチ、まんがタイムきららミラク）
- サクラノ詩（原作：枕、作画：オダワラハコネ&サクラノ詩ゲーム特報、コンプエース）
- サクラ町さいず（松田円）
- さくらん（安野モヨコ、イブニング）
- さくらんぼシンドローム クピドの悪戯II（北崎拓、週刊ヤングサンデー）
- 酒とたたみいわしの日々（浜口乃理子、ミスターマガジン）
- 酒のほそ道（ラズウェル細木、漫画ゴラク）
- 叫んでやるぜ!（高口里純、CIEL）
- ザ・ゴリラ （坂丘のぼる、月刊コロコロコミック）
- サザエさん（長谷川町子、朝日新聞）
- ササキ様に願いを（みずしな孝之、まんがパロ野球ニュース、まんがくらぶオリジナル、他）
- 佐々木と宮野（春園ショウ、ジーンピクシブ）
- ささめきこと（いけだたかし、月刊コミックアライブ）
- ササメケ（ゴツボ×リュウジ、少年エース）
- ささやくように恋を唄う（竹嶋えく、コミック百合姫）
- 3×3 EYES（高田裕三、週刊ヤングマガジン）
- THE3名様（石原まこちん、ビッグコミックスピリッツ）
- ザ・シェフ（原作：剣名舞、作画：加藤唯史、漫画ゴラク）
- ザ・シェフ—新章（原作：剣名舞、作画：加藤唯史、別冊漫画ゴラク）
- サジちゃんの病み日記（アサギユメ、まんがタイムきららMAX）
- さすがの猿飛（細野不二彦）
- サスケ（白土三平、少年）
- さすらいアフロ田中（のりつけ雅春、ビッグコミックスピリッツ）
- さすらいの太陽（すずき真弓）
- サタノファニ（山田恵庸、週刊ヤングマガジン）
- 666〜サタン〜（岸本聖史、月刊少年ガンガン）
- 幸色のワンルーム（はくり、pixivコミック）
- 殺人無罪（原作：熊谷純、作画：上田宏、週刊ヤングジャンプ→となりのヤングジャンプ）
- That's!イズミコ（大野安之、コミック劇画村塾）
- 里見☆八犬伝（よしむらなつき、月刊少年ガンガン）
- サトラレ（佐藤マコト、イブニング）
- サナギさん（施川ユウキ、週刊少年チャンピオン）
- サナダくんは私のお尻に住んでいます（えぴこ、月間COMICリュウ）
- サバイバル（さいとう・たかを、週刊少年サンデー）
- さばげぶっ!（松本ひで吉、なかよし）
- 佐原先生と土岐くん（鳥谷コウ、ジーンピクシブ）
- さびしすぎてレズ風俗に行きましたレポ（永田カビ）
- THE ビッグオー（有賀ヒトシ、月刊マガジンZ）
- サファイア学園 アストロカフェ（三咲あや、ちゃお）
- ザ・ファブル（南勝久、週刊ヤングマガジン）
- 佐武と市捕物控（石森章太郎、週刊少年サンデーなど）
- サブマリン707（小沢さとる）
- サマータイムレンダ（田中靖規、少年ジャンプ+）
- サムライうさぎ（福島鉄平、週刊少年ジャンプ）
- サムライカアサン（板羽皆、コーラス）
- 侍ジャイアンツ（原作：梶原一騎、作画：井上コオ、週刊少年ジャンプ）
- サムライダー（すぎむらしんいち、週刊ヤングマガジン）
- サムライチャンプルー（manglobe・ゴツボマサル、月刊少年エース）
- SAMURAI DEEPER KYO（上条明峰、週刊少年マガジン）
- サムライ刑事（春日光広、週刊コミックバンチ）
- 鮫肌男と桃尻女（望月峯太郎）
- サヤビト（伊咲ウタ、good!アフタヌーン）
- 小百合さんの妹は天使（伊藤ハチ、月刊コミックフラッパー）
- さゆリン（弓長九天、まんがタイムジャンボ、まんがタイムスペシャル）
- さようなら女達（大島弓子、JOTOMO）
- サヨナラ芝居（小野佳苗、なかよし）
- さよなら絶望先生（久米田康治、週刊少年マガジン）
- さよならフットボール（新川直司、マガジンイーノ）
- さよならローズガーデン（毒田ペパ子、MAGxiv）
- さよなら私のクラマー（新川直司、月刊少年マガジン）
- さらば、佳き日（茜田千、COMIC it）
- サラリーマン金太郎（本宮ひろ志、週刊ヤングジャンプ）
- サラリーマン死神（水木しげる、ビッグコミック）
- サルでも描けるまんが教室（相原コージ、竹熊健太郎、ビッグコミックスピリッツ）
- 猿ロック（芹沢直樹、週刊ヤングマガジン）
- THE レイプマン（原作：愛崎けい子、作画：みやわき心太郎、リイドコミック）
- サレタガワのブルー（セモトちか、マンガMee）
- サロン（桜沢エリカ、ヤングロゼ）
- ザ・ワールド・イズ・マイン（新井英樹、週刊ヤングサンデー）
- さわやか万太郎（本宮ひろ志、週刊少年ジャンプ）
- 斬（杉田尚、週刊少年ジャンプ）
- 3月のライオン（羽海野チカ、ジェンツコミックス）
- さんかれあ（はっとりみつる、別冊少年マガジン）
- サンクチュアリ（原作：史村翔、作画：池上遼一、ビッグコミックスペリオール）
- 三国志（横山光輝、希望の友など）
- 残酷な神が支配する（萩尾望都、プチフラワー）
- 37.5℃の涙（椎名チカ、Cheese!）
- 傘寿まり子（おざわゆき、BE・LOVE）
- サンダー大王（横山光輝、冒険王）
- サンダーバーズ（御厨さと美）
- サンダーマスク（手塚治虫）
- 三丁目の夕日（西岸良平、ビッグコミックオリジナル）
- 三丁目防衛軍（喜国雅彦、週刊ヤングサンデー）
- さんてつ（吉本浩二、月刊コミック@バンチ）
- SAND LAND（鳥山明、週刊少年ジャンプ）
- 残念、ここは世界の裏側です。（青春、月刊コミックジーン）
- 三番町萩原屋の美人（西炯子、Wings）
- 3Bの恋人〜付き合ってはいけない職業男子との恋遊戯〜（横山もよ、LINEマンガ）
- 360°マテリアル（南塔子、別冊マーガレット）
- サンワリ君（鈴木義司、読売新聞）

## し
- しあわせアフロ田中（のりつけ雅春、ビッグコミックスピリッツ）
- 幸せカナコの殺し屋生活（若林稔弥、ツイ4）
- 幸福喫茶3丁目（松月滉）
- しあわせさん（市川みさこ、少女コミック）
- しあわせですか?（里中満智子、なかよし）
- しあわせ鳥見んぐ（わらびもちきなこ、まんがタイムきらら）
- G.I.D（庄司陽子、モーニング）
- CAとお呼びっ!（花津ハナヨ、ビッグコミックスピリッツ）
- C級さらりーまん講座（山科けいすけ、ビッグコミック）
- ジーザス（原作：七月鏡一、漫画：藤原芳秀、週刊少年サンデー）
- ジーザス・クライスト!（上田美和）
- JESUS 砂塵航路（原作：七月鏡一、漫画：藤原芳秀、モバMAN）
- じいさんばあさん若返る（新挑限、twitter、pixiv）
- G戦場ヘヴンズドア（日本橋ヨヲコ、月刊IKKI）
- C.M.B. 森羅博物館の事件目録（加藤元浩、月刊少年マガジン）
- G線上のあなたと私（いくえみ綾、Cocohana）
- シーツの隙間（桜沢エリカ、FEEL YOUNG）
- GTO（藤沢とおる、週刊少年マガジン）
- G-taste（八神ひろき、ミスターマガジン・ヤングマガジンアッパーズ）
- G・DEFEND（森本秀、いち＊ラキ）
- シートン動物記（白土三平、小学六年生）
- Gメン（小沢としお、週刊少年チャンピオン）
- JSのトリセツ（漫画：雨玉さき、協力：株式会社ワコール、なかよし）
- JKおやじ!（加藤みのり、ちゃおDX・ちゃお）
- JKからやり直すシルバープラン（原作：林達永、作画：李惠成、コミックヴァルキリー）
- Jの総て（中村明日美子、マンガ・エロティクスF）
- シェイプアップ乱（徳弘正也、週刊少年ジャンプ）
- シェリフ（あろひろし、月刊少年ジャンプ）
- ジェンダーレス男子に愛されています。（ためこう、FEEL YOUNG）
- GENTE〜リストランテの人々〜（オノ・ナツメ、マンガ・エロティクスF）
- ジエンド（村枝賢一、ヒーロークロスライン）
- ジオブリーダーズ（伊藤明弘、ヤングキングアワーズ）
- しおんの王（原作：かとりまさる、作画：安藤慈朗、月刊アフタヌーン）
- ジガ -ZIGA-（原作:佐野ロクロウ、作画:肥田野健太郎、週刊少年ジャンプ）
- 仕掛人 藤枝梅安（原作：池波正太郎、作画：さいとう・たかを、脚色：北鏡太、コミック乱TWINS）
- 屍活師 女王の法医学（杜野亜希、BE・LOVE）
- 四月は君の嘘（新川直司、月刊少年マガジン）
- シガテラ（古谷実、ヤングマガジン）
- 屍姫（赤人義一、月刊少年ガンガン）
- 屍鬼（原作：小野不由美、作画：藤崎竜、ジャンプスクエア）
- 史記（横山光輝、ビッグゴールド）
- 弑逆契約者ファウスツ（星野泰視、週刊少年マガジン）
- シグルイ（原作：南條範夫、作画：山口貴由、チャンピオンRED）
- 死刑執行中脱獄進行中（荒木飛呂彦）
- 死刑囚042（小手川ゆあ、週刊ヤングジャンプ）
- 死化粧師（三原ミツカズ、FEEL YOUNG）
- 地獄少女（原作：地獄少女プロジェクト、作画：永遠幸、なかよし）
- 地獄星レミナ（伊藤潤二、週刊ビッグコミックスピリッツ増刊 Casual）
- 地獄先生ぬ〜べ〜（原作；真倉翔、作画：岡野剛、週刊少年ジャンプ）
- 地獄への招待状（星川とみ、なかよし）
- 地獄遊戯（魔木子、FEEL YOUNG）
- 地獄楽（賀来ゆうじ、少年ジャンプ+）
- ジゴロ次五郎（加瀬あつし、週刊少年マガジン）
- 自殺サークル（古屋兎丸）
- 自殺島（森恒二、ヤングアニマル）
- シジュウカラ（坂井恵理、JOURすてきな主婦たち）
- 四十七大戦(一二三、コミックアース・スター)
- 思春期ちゃんのしつけかた（中田ゆみ、月刊ComicREX）
- 思春期のアイアンメイデン（渡辺静、ヤングガンガン）
- 史上最強の弟子ケンイチ（松江名俊、週刊少年サンデー）
- 静かなるドン（新田たつお、漫画サンデー）
- シスコなふたり（後藤羽矢子、月刊まんがタウンオリジナル→月刊まんがタウン）
- シスコンお姉ちゃんと気にしない妹（桐灰きねそ、コミックキューン）
- シスターハニービスケット（おみおみ、月刊ビッグガンガン）
- しずねちゃんは今日も眠れない（逸見、まんがタイムきららキャラット）
- 仕立屋工房 Artelier Collection （日丘円、月刊少年ガンガンパワード増刊）
- 7時間目の音符（志摩時緒、まんがタイムきららフォワード）
- 七人のナナ（今川泰宏、週刊少年チャンピオン）
- シチハゴジュウロク（原作：工藤哲孝、作画：笹古みとも、週刊少年マガジン）
- しっくすぱっく!（イコール、ヤングコミック）
- 執事少女とお嬢様（真田一輝、まんがタイムきららフォワード）
- 失踪日記（吾妻ひでお、お宝ガールズ）
- 実は私は（増田英二、週刊少年チャンピオン）
- しっぷうどとう（盛田賢司、ビッグコミックスピリッツ）
- ZIPMAN!!（芝田優作、週刊少年ジャンプ）
- 失楽園（尚村透、月刊ガンガンJOKER）
- 失恋ショコラティエ（水城せとな、凛花→月刊フラワーズ）
- 実録!関東昭和軍（田中誠、モーニング）
- CITY HUNTER（北条司、週刊少年ジャンプ）
- 私鉄前線（福山庸治）
- 紫電改のタカ（ちばてつや、週刊少年マガジン）
- citrus（サブロウタ、コミック百合姫）
- シトラス（香魚子、別冊マーガレット）
- シトラス学園（山本ルンルン、CUTiE Comic→Vanilla）
- 自撮りガール!（久遠まこと、月刊!スピリッツ）
- しなやかに傷ついて（北川みゆき、Cheese!）
- 死神監察官雷堂（渡辺獏人、スーパージャンプ）
- 死神交換イタシマス（福山庸治）
- 死神様に最期のお願いを（山口ミコト、月刊ガンガンJOKER）
- 死神ドットコム（優しい内臓、まんがタイムきららキャラット）
- 死神坊ちゃんと黒メイド（イノウエ、サンデーうぇぶり）
- シニギワ（福田健太郎、ジャンプGIGA）
- シネマちっくキネ子さん（ÖYSTER、まんがホーム）
- しのばずの!（高宮智、Cheese!増刊）
- シバトラ（原作：安童夕馬、作画：朝基まさし、週刊少年マガジン）
- ジパング（かわぐちかいじ、週刊モーニング）
- 死びとの恋わずらい（伊藤潤二、ネムキ）
- 姉妹の方程式（野ノ原ちき、まんがタイムきらら）
- しまなみ誰そ彼（鎌谷悠希、ヒバナ→マンガワン）
- 島根の弁護士（原作：香川まさひと、作画：あおきてつお、ビジネスジャンプ）
- SHIMAVARA（藤田貴美、花とゆめ）
- じみへん（中崎タツヤ、ビッグコミックスピリッツ）
- 下北GLORY DAYS（大谷じろう、週刊ヤングサンデー）
- しもべえ（村田ひろゆき、週刊ヤングマガジン→月刊ヤングマガジン）
- シャーマンキング（武井宏之、週刊少年ジャンプ）
- ジャイアント（山田芳裕、モーニング）
- GIANT KILLING（原作：綱本将也、作画：ツジトモ、モーニング）
- ジャイアントロボ（横山光輝、週刊少年サンデー）
- SHOUT!（奥嶋ひろまさ、ヤングキング）
- ジャガーン（原作：金城宗幸、作画：にしだけんすけ、ビッグコミックスピリッツ）
- シャカリキ!（曽田正人、週刊少年チャンピオン）
- 邪眼は月輪に飛ぶ（藤田和日郎、週刊ビッグコミックスピリッツ）
- 灼眼のシャナ（笹倉綾人、月刊コミック電撃大王）
- 灼眼のシャナX Eternal song -遥かなる歌-（木谷椎、『電撃黒「マ）王』）
- 灼熱のニライカナイ（田村隆平、週刊少年ジャンプ）
- ジャジャ（えのあきら、月刊サンデーGENE-X -）
- じゃじゃ馬グルーミン★UP!（ゆうきまさみ、週刊少年サンデー）
- 謝・謝・桃華（西原ちか、なかよし）
- ジャスティ（岡崎つぐお、少年サンデー増刊号）
- ジャストミート（原秀則、週刊少年サンデー）
- 社畜さんと家出少女（タツノコッソ、まんがタイムきららMAX）
- 社畜さんは幼女幽霊に癒されたい。（有田イマリ、月刊少年ガンガン）
- 社畜と少女の1800日（板場広志、週刊漫画TIMS）
- 社長DEジャンケン隊（現代洋子、ビッグコミックスペリオール）
- 借王（原作：平井りゅうじ、作画：土山しげる、リイドコミック）
- しゃっくり丸（藤子・F・不二雄、幼年クラブ）
- SHADOW LADY（桂正和、Vジャンプ、週刊少年ジャンプ）
- 社内マリッジハニー（藤原えみ、Cheese!）
- しゃにむにGO（羅川真里茂、花とゆめ）
- ジャバウォッキー（久正人、月刊マガジンZなど）
- ジャヒー様はくじけない!（昆布わかめ、月刊ガンガンJOKER）
- しゃ・ぼ・ん・だ・ま（西原ちか、なかよし）
- 軍鶏（原作：橋本以蔵、作画：たなか亜希夫、WEEKLY漫画アクション）
- じゃりン子チエ（はるき悦巳、週刊漫画アクション）
- 打鐘（山本康人、プレイコミック）
- ジャングル黒べえ（藤子・F・不二雄、小学館の学習誌）
- ジャングル大帝 （手塚治虫、漫画少年）
- ジャングルの王者ターちゃん♡（徳弘正也、週刊少年ジャンプ）
- ジャングルはいつもハレのちグゥ（金田一蓮十郎、月刊少年ガンガン）
- JUNK -RECORD OF THE LAST HERO-（麻宮騎亜、チャンピオンRED）
- 執念の刑事（業田良家、月刊まんがくらぶ）
- 上海妖魔鬼怪（荒川弘、月刊少年ガンガン）
- 11月のギムナジウム（萩尾望都）
- 11人いる!（萩尾望都、別冊少女コミック）
- 獣医ドリトル（原作：夏緑、作画：ちくやまきよし、ビッグコミック）
- 獣王星（樹なつみ、LaLa、月刊メロディ）
- 重機甲兵ゼノン（神崎将臣、少年ビッグコミック）
- 重機人間ユンボル（武井宏之、週刊少年ジャンプ）
- 柔侠伝シリーズ（バロン吉元）
- 終極エンゲージ（原作：江藤俊司、作画：三輪ヨシユキ、少年ジャンプ+）
- 15才（あさぎ龍、コミックハイ!）
- 15歳のエチュード（八木ちあき、なかよし）
- 獣神演武（原案：黄金周、漫画：荒川弘、ガンガンパワード）
- 獣神ライガー（永井豪）
- 囚人リク（瀬口忍、週刊少年チャンピオン）
- シューダン!（横田卓馬、週刊少年ジャンプ）
- シュート!（大島司、週刊少年マガジン）
- 柔道一直線（原作：梶原一騎、作画：永島慎二・斎藤ゆずる、週刊少年キング）
- 柔道讃歌（原作：梶原一騎、作画：貝塚ひろし、週刊少年サンデー）
- 17歳の塔（藤沢もやし、ハツキス）
- 12月生まれの少年（施川ユウキ、まんがライフオリジナル）
- 12歳。（まいた菜穂、ちゃお）
- 終末のハーレム（原作：LINK、作画：宵野コタロー、少年ジャンプ+）
- 終末のハーレム ファンタジア（原作：LINK、作画：SAVAN、ウルトラジャンプ）
- 終末のワルキューレ（原作：梅村真也、構成：フクイタクミ、作画：アジチカ、月刊コミックゼノン）
- しゅーまっは（伯林、週刊少年チャンピオン）
- 10万分の1（宮坂香帆、Cheese!）
- シュガー（新井秀樹、ヤングマガジンアッパーズ）
- シュガシュガルーン（安野モヨコ、なかよし）
- シュガーポットのないしょ話（佐藤まり子、なかよし）
- 呪術廻戦（芥見下々、週刊少年ジャンプ）
- 主任の一ノ瀬さん（楯山ヒロコ、まんがホーム）
- シュトヘル（伊藤悠、ビッグコミックスピリッツ→月刊!スピリッツ）
- シュビドゥバ家族（池田貢、なかよし）
- 修羅の刻（川原正敏、月刊少年マガジン）
- 修羅のドレス（寄田みゆき、BE・LOVE）
- 修羅の門（川原正敏、月刊少年マガジン）
- ジュリエットの卵（吉野朔美、ぶーけ）
- Shrink〜精神科医ヨワイ〜（原作：七海仁、作画：月子、グランドジャンプ）
- 純★愛センセーション（おおばやしみゆき、ChuChu）
- 春夏秋冬Days（藤末さくら、BE・LOVE）
- 純潔のマリア（石川雅之、good!アフタヌーン）
- 純情ロマンチカ（中村春菊、CIEL TresTres）
- 純水アドレッセンス（かずまこを、コミック百合姫）
- 純ブライド（吉田聡、週刊ヤングサンデー）
- 嬢王（原作：倉科遼、作画：紅林直、ビジネスジャンプ）
- 上京アフロ田中（のりつけ雅春、ビッグコミックスピリッツ）
- 笑撃!突撃!ダジャレスラー（もえる、月刊コミックブンブン）
- 小煌女（海野つなみ、Kiss）
- 常習盗賊改め方 ひなぎく見参!（桜野みねね、月刊ガンガンWING）
- 少女革命ウテナ（さいとうちほ、ちゃお）
- 少女鮫（和田慎二、花とゆめ）
- 少女終末旅行（つくみず、くらげバンチ）
- 少女少年（やぶうち優、小学館の学習誌、ちゃおデラックス）
- 少女少年0話（やぶうち優）
- 少女セクト（玄鉄絢、コミックメガストア）
- 少女のスカートはよくゆれる（岡藤真依、Ohta Web Comic）
- 少女ファイト（日本橋ヨヲコ、イブニング）
- 上手な夢のかなえかた（有沢遼、るんるん）
- SHORT TWIST（佐々木淳子、プチフラワー）
- 正チャンの冒険（織田小星・東風人、アサヒグラフ）
- 湘南純愛組!（藤沢とおる、週刊少年マガジン）
- 少年アシベ（森下裕美、週刊ヤングジャンプ）
- 少年ジェット（武内つなよし、ぼくら）
- 症年症女（原作：西尾維新、作画：暁月あきら、ジャンプスクエア）
- 少年時代（藤子不二雄A、週刊少年マガジン）
- 少年ドールズ（響ワタル、月刊LaLa）
- 少年濡れやすく恋成りがたし（高口里純、ヤングロゼ）
- 少年のアビス（峰浪りょう、週刊ヤングジャンプ）
- 少年の町ZF（原作：小池一夫、作画：平野仁、ビッグコミックオリジナル）
- 少年は荒野をめざす（吉野朔実、ぶ〜け）
- 少年無宿シンクロウ（原作：さいふうめい、作画：星野泰視、週刊少年マガジン）
- 縄文少年ヨギ（水木しげる、週刊パワァコミック）
- 将来的に死んでくれ（長門知大、別冊少年マガジン）
- 昭和元禄落語心中（雲田はるこ、ITAN）
- 昭和不老不死伝説 バンパイア（徳弘正也、スーパージャンプ）
- ショー☆バン（原作：森高夕次、作画：松島幸太朗、週刊少年チャンピオン）
- 女王騎士物語（下村トモヒロ、月刊少年ガンガン）
- 女王の花（和泉かねよし、ベツコミ）
- 女王様の犬（竹内未来、プリンセスGOLD）
- ジョカへ…（大島弓子、別冊少女コミック）
- 職業・殺し屋。（西川秀明、ヤングアニマル、ヤングアニマル嵐）
- 食と薔薇の日々（松苗あけみ、月刊MELODY）
- 女クラのおきて（師走冬子、まんがタイムラブリー）
- ショコラ（窪之内栄策、ビッグコミックスピリッツ）
- ショコラティエはサディスティック（原作：花形怜、漫画：松本救助、漫画ゴラクスペシャル）
- 女子アナ魂―こはるON AIR―（海野そら太、週刊ヤングジャンプ）
- 女子高生（大島永遠、COMIC HIGH）
- 女子高生と王子ちゃん（くうねりん、コミック百合姫）
- 女子高生と聖職者さん（財政ろろ、月刊キスカ）
- 女子高生に殺されたい（古屋兎丸、ゴーゴーバンチ）
- 女子攻兵（松本次郎、月刊コミック@バンチ）
- 女子小学生はじめましたP!（牛乳のみお、ニコニコ静画→ヤングアニマル）
- 女子大生家庭教師濱中アイ（氏家ト全、週刊少年マガジン）
- ジョジョの奇妙な冒険（荒木飛呂彦、週刊少年ジャンプ）
- ショショリカ（上杉匠、月刊ガンガンWING）
- じょしらく（原作：久米田康治、作画：ヤス、別冊少年マガジン）
- じょしラク!（DISTANCE、COMIC X-EROS）
- じょしラク! ～2 Years Later～（DISTANCE、COMIC E×E）
- 女子力向上カツドウキロク（大塚志郎、月刊キスカ）
- 女子力高めな獅子原くん（相舞みー、GANMA!）
- 女声男子（険持ちよ、ガンガンONLINE）
- 食キング（土山しげる、週刊漫画ゴラク）
- SHOP自分（柳沢きみお、ビッグコミックスピリッツ）
- 女帝 SUPER QUEEN（原作：倉科遼、作画：和気一作、週刊漫画TIMES）
- ショムニ（安田弘之、モーニング）
- Sillyなコダマ!!（鈴菌カリオ、月刊IKKI）
- シリウスの痕（高田慎一郎、月刊少年エース）
- 私立荒磯高等学校生徒会執行部（峰倉かずや、Chara）
- 私立彩陵高校超能力部 （石田あきら、コミックシード）
- 私立T女子学園（竹田エリ、週刊ヤングジャンプ）
- 私立ポセイドン学園高等部（大江慎一郎、週刊少年ジャンプ）
- シルクのインナー（高井戸あけみ、FEEL YOUNG）
- シルクロード・シリーズ（神坂智子、花とゆめ→エポ）
- しるバ.（爆天童、コンプエース）
- SILVER DIAMOND（杉浦志保、いち＊らき）
- 白い戦士ヤマト（高橋よしひろ、月刊少年ジャンプ）
- 素人AV女優（川本貴裕、ヤングアニマル嵐）
- しろがねの鴉（上条明峰、週刊少年マガジン）
- 次郎長放浪記（原恵一郎、コミック乱）
- 白薔薇のフランケンシュタイン（シズ、GANMA!）
- 親愛なる僕へ殺意をこめて（原作：井龍一、作画：伊藤翔太、週刊ヤングマガジン→コミックDAYS）
- 新暗行御史（原作：尹仁完・作画：梁慶一、月刊サンデーGX）
- 真!!男塾（宮下あきら、週刊漫画ゴラク）
- 新・おらが村（矢口高雄、地上）
- ジンキ（ジンキ-人機-）（綱島志朗　月刊ガンガンWING）
- ジンキ・エクステンド（綱島志朗　月刊コミックブレイド）
- JINKI-真説-（綱島志朗　月刊コミック電撃大王）
- 蜃気楼綺譚（松本零士、ビッグコミック）
- ジンクホワイト（小泉真理、ヤングキングアワーズ）
- 進撃の巨人（諫山創、別冊少年マガジン）
- 真月譚 月姫（佐々木少年）
- 新・コータローまかりとおる! 柔道編（蛭田達也、週刊少年マガジン）
- 新・子連れ狼（小池一夫、森秀樹、週刊ポスト）
- 新婚だけど片想い（雪森さくら、なかよし）
- 新婚のいろはさん（ÖYSTER、月刊まんがタウン）
- CYNTHIA_THE_MISSION（高遠るい、コミックREX）
- 新次元アセンション（渡辺瑞樹、月刊コミックジーン）
- 紳士同盟†（種村有菜、りぼん）
- 新宿スワン（和久井健、週刊ヤングマガジン）
- 新白雪姫伝説プリーティア（佐藤順一、成瀬かおり、月刊ASUKA）
- 新人漫画家、風俗嬢になる（エバラユカ＋ふてね、マンガPark）
- 新世紀エヴァンゲリオン（原作：GAINAX、作画：貞本義行、少年エース）
- 新星輝デュエル・マスターズ フラッシュ （松本しげのぶ、コロコロコミック）
- 神聖モテモテ王国（ながいけん、週刊少年サンデー）
- 人造人間キカイダー（石森章太郎、週刊少年サンデー）
- 新☆だぁ!だぁ!だぁ!（川村美香、なかよし）
- 新宝島（原作・構成：酒井七馬、作画：手塚治虫）
- シンデレラコレクション（今井康絵、ちゃお）
- 神童（さそうあきら、漫画アクション）
- 新・花のあすか組!（高口里純、フィールヤング）
- 神秘の世界エルハザード（つぶらひでとも、少年キャプテン等）
- 人生とはなんだ（藤臣柊子、FEEL YOUNG）
- 神秘家列伝（水木しげる、怪）
- SINfinity（佐々木拓丸、週刊ヤングジャンプ、月刊ヤングジャンプ）
- じんべえ（あだち充、ビッグコミックオリジナル）
- 新米姉妹のふたりごはん（柊ゆたか、月刊コミック電撃大王）
- 新・野球狂の詩（水島新司、モーニング）
- 新約「巨人の星」花形（村上よしゆき、週刊少年マガジン）
- 心友と私のスキな人（夜神里奈、Sho-Comi）
- 侵略!イカ娘（安部真弘、週刊少年チャンピオン）
- 森林王者モリキング［長谷川智広、週刊少年ジャンプ）
- 心霊探偵クロ（大西俊輔、月刊コミックブンブン）

## す
- 水域（漆原友紀、月刊アフタヌーン）
- SWEET三国志（片山まさゆき、ヤングマガジン増刊海賊版）
- スイートリベンジ（原案：澤田賢一、漫画：柏屋コッコ、FOD）
- 水滸伝（横山光輝、希望ライフ、希望の友）
- 水神の生贄（藤間麗、Cheese!）
- switch（naked ape、月刊Gファンタジー）
- 水曜姉弟（小菊路よう、少年マガジンエッジ→Palcy）
- 数字であそぼ。（絹田村子、月刊フラワーズ、小学館）
- スーパードクターK（真船一雄、週刊少年マガジン）
- スーパーマリオくん（沢田ユキオ、コロコロコミック）
- スーパーマリオブラザーズ2（沢田ユキオ、わんぱっくコミック）
- スーパーメイドちるみさん（師走冬子、まんがタイムきらら、まんがタイムスペシャル等）
- 推理の星くん（原案：立神サチ子、漫画：せいの奈々、月刊コロコロコミック）
- ZOO KEEPER（青木幸子、イブニング）
- 末は博士か花よめか（牧村ジュン、なかよし）
- スカイウォーカー（いくえみ綾、週刊ヤングサンデー）
- スカイハイ（髙橋ツトム、週刊ヤングジャンプ）
- 天の鷹（谷口ジロー、漫画アクション）
- すき・すき・だいすきっ（中原杏、ちゃお）
- 好きっていいなよ。（葉月かなえ、デザート）
- 好きって言わせる方法（永田正実、別冊マーガレット）
- スキップ・ビート!（仲村佳樹、花とゆめ）
- 好きな子がめがねを忘れた（藤近小梅、月刊ガンガンJOKER）
- …すぎなレボリューション（小池田マヤ、Kiss）
- すきゃんだる♥4（さこう栄、なかよし）
- スクールゾーン（ニンギヤウ、MAGxiv）
- スクール人魚（吉富昭仁、週刊少年チャンピオン→チャンピオンRED）
- スクール×ファイト（原明日美、なかよし）
- スクールランブル（小林尽、週刊少年マガジン）
- すくってごらん（大谷紀子、BE・LOVE）
- スクライド（黒田洋介・矢立肇・戸田泰成、週刊少年チャンピオン）
- SCRAP三太夫（ゆでたまご、週刊少年ジャンプ）
- スクラップド・プリンセス（榊一郎・矢吹豪など）
- すくらっぷ・ブック（小山田いく、週刊少年チャンピオン）
- すくらんぶる-b（にしむらともこ、ちゃお）
- すくりぞ!（らぐほのえりか、まんがタイムきららMAX）
- スケッチブック（小箱とたん、コミックブレイド）
- SKET DANCE（篠原健太、赤マルジャンプ→週刊少年ジャンプ）
- スケバン刑事（和田慎二、花とゆめ）
- 涼風（瀬尾公治、週刊少年マガジン）
- 鈴木先生（武富健治、漫画アクション）
- 涼宮ハルヒちゃんの憂鬱（原作：谷川流、キャラクター原案：いとうのいぢ、作画：ぷよ、月刊少年エース等）
- 涼宮ハルヒの憂鬱（原作：谷川流・原画：いとうのいぢ・作画：ツガノガク、少年エース）
- ススメ おにぎりコロコロ（おぐまこうじ・ほりえいくよ、ちゃぐりん）
- すずめの唄（志名坂高次、プレイコミック）
- すずめのなみだ（ひゅーが、月刊少年シリウス）
- すすめ!!パイレーツ（江口寿史、週刊少年ジャンプ）
- スターオーシャン セカンドストーリー（東まゆみ）
- スターオーシャン ブルースフィア（水城葵）
- スターフォックス〜さらば愛しのファルコ〜（中植茂久）
- スター・レッド（萩尾望都、少女コミック）
- すっから母さん（植田まさし、週刊読売）
- ずっと独身でいるつもり?（原案：雨宮まみ、漫画：おかざき真里、FEEL YOUNG）
- スティール・ボール・ラン（荒木飛呂彦、週刊少年ジャンプ、ウルトラジャンプ）
- 素敵探偵☆ラビリンス（原作：万城めいと、作画：若山晴司、マガジンSPECIAL）
- 素敵な彼氏（河原和音、別冊マーガレット）
- すてきなムコさま（富永ゆかり、まんがタウン）
- ステルス交境曲（原作：成田良悟、作画：天野洋一、週刊少年ジャンプ）
- ストーリー311（ひうらさとるほか、デジキス）
- ストッパー（水島新司）
- ストッパー毒島（ハロルド作石、ヤングマガジン）
- ストップ!! ひばりくん!（江口寿史、週刊少年ジャンプ）
- STOP!劉備くん（白井恵理子）
- ストライプブルー（原作：森高夕次、作画：松島幸太朗、週刊少年チャンピオン）
- ストレートガール（森本護、ジャンプデジタルマンガ）
- STREGA!（米村孝一郎、ウルトラジャンプ）
- ストロベリーシェイクSweet（林家志弦、コミック百合姫）
- ストロベリー・パニック!（公野櫻子・たくみなむち、電撃G's magazine）
- ストロボ・エッジ（咲坂伊緒、別冊マーガレット）
- ストロボライト（青山景、CONTINUE）
- スナック キズツキ（益田ミリ）
- 砂時計（芦原妃名子、Betsucomi）
- 砂にかいたテレフォンナンバー（たておか夏希、なかよし）
- 砂の城（一条ゆかり、りぼん）
- 砂ぼうず（うすね正俊、コミックビーム）
- すのはら荘の管理人さん（ねこうめ、まんが4コマぱれっと）
- スパーク!!ララナギはりけ〜ん（もりちかこ、ちゃお）
- スパイダーマン（アメコミ/原作（一部）：平井和正、作画：池上遼一、月刊少年マガジン）
- スパイダーマンJ（山中あきら、コミックボンボン）
- スパイラル 〜推理の絆〜（原作：城平京、作画：水野英多、月刊少年ガンガン）
- ス・パ・ナ（凪沢亮介、プレコミックブンブン）
- 昴（スバル）（曽田正人、ビッグコミックスピリッツ）
- スパル・たかし（尾玉なみえ、ビジネスジャンプ）
- SPEED STAR（飯星シンヤ、ヤングキング）
- スピード太郎（宍戸左行）
- スピナマラダ!（野田サトル、週刊ヤングジャンプ）
- Splatoon（ひのでや参吉、別冊コロコロコミック→月刊コロコロコミック）
- スプリガン（原作：たかしげ宙、作画：皆川亮二、週刊少年サンデー、少年サンデー増刊）
- Spirit of Wonder（鶴田謙二、モーニング）
- S・A（南マキ、花とゆめ）
- スペシャル (平方イコルスン、トーチweb）
- Spotted Flower（木尾士目、楽園 Le Paradis）
- スポットライト（里中満智子、なかよし）
- スマイルアゲイン（高杉菜穂子、なかよし）
- スマイル for 美衣（里見桂、週刊少年サンデー）
- スマッシュ!（咲香里、週刊少年マガジン）
- 菫画報（小原慎司、月刊アフタヌーン）
- 住めど地獄のインフェルノ（春日沙生、コミック百合姫）
- Smoking Gun 民間科捜研調査員 流田縁（原作：横幕智裕、作画：竹谷州史、グランドジャンプ）
- スモールマンビッグマウス（楠岡大悟、月刊アフタヌーン）
- すもも（天沼俊、週刊少年ジャンプ）
- すもももももも 地上最強のヨメ（大高忍、ヤングガンガン）
- SLAM DUNK（井上雄彦、週刊少年ジャンプ）
- スレイヤーズ（原作：神坂一、作画：あらいずみるい他）
- スロウスタート（篤見唯子、まんがタイムきらら）
- スローステップ（あだち充、ちゃお）
- スローループ（うちのまいこ、まんがタイムきららフォワード）
- すわっぷ⇔すわっぷ（とめきち、まんがタイムきららキャラット）
- SWAN（有吉京子、週刊マーガレット）
- すんドめ（岡田和人、ヤングチャンピオン）

## せ
- 星界の紋章（森岡浩之・小野敏洋など）
- 正義警官モンジュ（宮下裕樹、月刊サンデーGX）
- 世紀末リーダー伝たけし!（島袋光年、週刊少年ジャンプ）
- 性教育120%（原作：田滝ききき、作画：ほとむら、@vitamin）
- 聖結晶アルバトロス（若木民喜、週刊少年サンデー）
- 聖痕のクェイサー（原作：吉野弘幸、漫画：佐藤健悦、チャンピオンRED）
- 聖獣伝承ダークエンジェル（麻宮騎亜、月刊ニュータイプ）
- 青春くん（とがしやすたか、週刊ヤングサンデーなど）
- 青春の門（原作：五木寛之、作画：いわしげ孝、モーニング）
- 青春ヒヒヒ（清野とおる、週刊ヤングジャンプ）
- 青春フォーゲット!（岬下部せすな、WEBコミックハイ!）
- 聖戦記エルナサーガ（堤抄子、月刊Gファンタジー）
- 星天高校アイドル部!（金田陽介、マガジンSPECIAL）
- 聖伝-RG VEDA-（CLAMP、月刊WINGS）
- 生徒会のヲタのしみ。（丸美甘、ガンガンONLINE）
- 生徒諸君!（庄司陽子、週刊少女フレンド）
- 生徒会役員共（氏家ト全、週刊少年マガジン）
- 性の劇薬（水田ゆき）
- 制服ぬいだら♪（渡辺航、チャンピオンRED）
- 西武新宿戦線異状なし DRAGON RETRIEVER（押井守・大野安之）
- 性別「モナリザ」の君へ。（吉村旋、ガンガンONLINE）
- 声優かっ!（南マキ、花とゆめ）
- 西洋骨董洋菓子店（よしながふみ、Wings）
- セイル（有里紅良・夢来鳥ねむ、ヒーロークロスライン）
- 精霊使いの剣舞（原作：志瑞祐、作画：氷樹一世、月刊コミックアライブ）
- 聖☆おにいさん（中村光、モーニング2）
- 聖★高校生（小池田マヤ、ヤングキング）
- 聖闘士星矢（車田正美、週刊少年ジャンプ）
- 聖闘士星矢 NEXT DIMENSION 冥王神話（車田正美、週刊少年チャンピオン）
- 聖闘士星矢 THE LOST CANVAS 冥王神話（原作：車田正美、作画：手代木史織、週刊少年チャンピオン）
- 聖闘士星矢 セインティア翔（久織ちまき、チャンピオンRED）
- セーラー服カンパニー（伊万里すみ子、FEEL YOUNG）
- 世界か彼女か選べない（内山敦司、別冊少年マガジン）
- 世界制服☆ハニー（葵みちる、ちゃお）
- 世界で一番おっぱいが好き!（昆布わかめ、コミックキューン）
- 世界で一番、俺が◯◯（水城せとな、イブニング）
- 世界でいちばん大嫌い（日高万里、花とゆめ）
- 世界でいちばん強くなりたい!（原作：ESE、作画：夏木きよひと、コミック アース・スター）
- 世界でいちばん優しい音楽（小沢真理、Monthly Kiss、mimi Carnival、Kiss）
- 世界の終わりに柴犬と（石原雄、Twitter、ComicWalker）
- 世界の中心で、愛をさけぶ（片山恭一・一井かずみ）
- 世界の中心で太陽にほえる（ポンセ前田、ジャンプスクエア）
- 世界の果てで愛ましょう（武田すん、電撃マオウ）
- セカイはアレでデキテイル（山本晋、電撃マオウ）
- 世界はボクらのために!（円城寺マキ、プチコミック増刊）
- セカイ魔王（双見酔、まんがタイムきららキャラット）
- 2ndハウス（樫田正剛・七瀬あゆむ、MANGAオールマン）
- 石影妖漫画譚（河合孝典、週刊ヤングジャンプ）
- 赤灯えれじい（きらたかし、週刊ヤングマガジン）
- セキホクジャーナル（小坂理絵、るんるん）
- セキレイ（極楽院櫻子、ヤングガンガン）
- セクシーコマンドー外伝 すごいよ!!マサルさん（うすた京介、週刊少年ジャンプ）
- セクシーボイスアンドロボ（黒田硫黄、月刊アフタヌーン）
- ゼクレアトル〜神マンガ戦記〜（原作：戸塚たくす、作画：阿久井真、裏サンデー）
- 絶園のテンペスト（原作：城平京、構成：左有秀、作画：彩崎廉、月刊少年ガンガン）
- SEX（上條淳士、ヤングサンデー）
- SEX PISTOLS（寿たらこ）
- 絶対覚醒天使ミストレス☆フォーチュン（種村有菜、りぼん）
- 絶対彼氏。（渡瀬悠宇、少女コミック）
- 絶対可憐チルドレン（椎名高志、週刊少年サンデー）
- 絶対†女王政（鳴見なる、月刊ガンガンJOKER）
- 絶体絶命でんぢゃらすじーさん（曽山一寿、コロコロコミック）
- 絶対BLになる世界VS絶対BLになりたくない男（紺吉、pixivコミック内マンガJaｍ）
- 絶対にヤッてはいけない異世界召喚（シメサバ、GANMA!）
- 絶対不発アトミックガール（中山ユキジ、コミックヴァルキリー）
- Zマジンガー（永井豪、マガジンスペシャル）
- Z MAN（西川秀明、月刊少年ガンガン）
- ZETMAN（桂正和、週刊少年ジャンプ増刊、週刊ヤングジャンプ）
- 絶望に効くクスリ（山田玲司、週刊ヤングサンデー）
- セツリ SINNER'S AMBITION（浅井蓮次、月刊ガンガンWING）
- 瀬戸の花嫁（木村太彦、月刊ガンガンWING→月刊ガンガンJOKER）
- ゼブラーマン（原作：宮藤官九郎、漫画：山田玲司、ビッグコミックスピリッツ）
- 7thGARDEN（泉光、ジャンプスクエア）
- 銀塩少年（後藤隼平、クラブサンデー）
- selector infected WIXOSS -peeping analyze-（原作：LRIG、ストーリー原案：岡田麿里、作画：鈴木マナツ、ウルトラジャンプ）
- selector infected WIXOSS -Re/verse-（原作：LRIG、ストーリー原案：岡田麿里、作画：めきめき、ビッグガンガン）
- セレブレイト! 5つのハッピーウェディング（永遠幸、なかよし）
- セレベスト織田信長（ジェントルメン中村、リイドカフェ）
- ZERO（冬目景、コミックバーガー）
- ZERO（松本大洋、ビッグコミックスピリッツ）
- ZERO（やまざき貴子、LaLa→月刊MELODY）
- ゼロ THE MAN OF THE CREATION（原作：愛英史、作画：里見桂、スーパージャンプ）
- 007シリーズ（さいとう・たかを、ボーイズライフ）
- 零の欠片 ゼロフラグメント（原作：Teamきゃら、漫画：窮月ひなた、LINEマンガ）
- ゼロの使い魔（原作：ヤマグチノボル、作画：望月奈々、月刊コミックアライブ）
- 前科者（原作：香川まさひと、作画：月島冬二、ビッグコミックオリジナル）
- 殲鬼戦記ももたま（黒乃奈々絵、月刊コミックブレイド）
- 閃光華るびくら（見田竜介、月刊Gファンタジー）
- 閃光ライド（スズキイッセイ、LINEマンガ）
- 戦国自衛隊（原作：半村良、作画：田辺節雄）
- 全自動洗濯乾燥機 乾ダム（餅月あんこ、ガンダムエース）
- 千邪の封魔師（吉田宙丸、ケロケロエース）
- 仙術超攻殻ORION（士郎正宗）
- 浅春観測（鳥谷コウ、pixivコミック）
- 潜水艦スーパー99（松本零士、冒険王）
- 先生!（河原和音、別冊マーガレット）
- せんせいになれません（小坂俊史、月刊まんがくらぶ）
- センセイには恋しない!?（森田ゆき、ちゃお）
- 先生のお気に入り!（相原実貴、Cheese!）
- せんせいのお時間（ももせたまみ、まんがライフMOMO等）
- 戦線スパイクヒルズ（井田ヒロト、ヤングガンガン）
- 戦争論（小林よしのり）
- 戦隊レッド 異世界で冒険者になる（中吉虎吉、月刊少年ガンガン）
- センチメントの季節（榎本ナリコ、ビッグコミックスピリッツ）
- 全っっっっっ然知らない街を歩いてみたものの（漫画実話ナックルズ、清野とおる）
- 全日本妹選手権!!（堂高しげる、ヤングマガジンアッパーズ）
- 千の花（岸裕子、デュオ）
- 千の目先生（石森章太郎、ティーンルック）
- 先輩がうざい後輩の話（しろまんた、Twitter）
- 先輩が僕を殺りにきてる（助野嘉昭&らふすけっち、マガジンポケット）
- 先輩と彼女（南波あつこ、別冊フレンド）
- 先輩はおとこのこ（ぽむ、LINEマンガ）
- 専務の犬（高橋留美子）
- 川柳少女（五十嵐正邦、週刊少年マガジン）
- 洗礼（楳図かずお、週刊少女コミック）

## そ
- 総員玉砕せよ!（水木しげる）
- 蒼海訣戰（納都花丸、Comic REX）
- ぞうくんとりすちゃん（藤子・F・不二雄、めばえ）
- 総合タワーリシチ（あらた伊里、つぼみ）
- 双星の陰陽師（助野嘉昭、ジャンプスクエア）
- 葬送のフリーレン (原作:山田鐘人、作画:アベツカサ、週刊少年サンデー)
- 蒼太の包丁 銀座・板前修業日記（原作：末田雄一郎、作画：本庄敬、週刊漫画サンデー→漫画サンデー）
- そうっと…初恋（原ちえこ、なかよし）
- 蒼天航路（原作：李學仁、作画：王欣太、モーニング）
- 蒼天の拳（原哲夫、週刊コミックバンチ）
- 双亡亭壊すべし（藤田和日郎、週刊少年サンデー）
- 総務部総務課山口六平太（原作：林律雄、作画：高井研一郎、ビッグコミック）
- 総理の椅子（国友やすゆき、ビッグコミックスペリオール）
- ソウルイーター（大久保篤、月刊少年ガンガン）
- Soul Link -SIGNAL CODE:0-（Navel／今ノ夜きよし、コンプエース）
- So What?（わかつきめぐみ、LaLa）
- ZONE（かとうひろし、WEB連載）
- ゾクセイ（松山せいじ、週刊少年チャンピオン）
- ゾゾゾ ゾンビーくん（ながとしやすなり、月刊コロコロコミック）
- 育ってダーリン!!（久米田康治、週刊少年サンデー超）
- そっとI Love You（高杉菜穂子、なかよし）
- 速攻生徒会（小川雅史）
- そにょもにょ（たつねこ、コミックZERO-SUM）
- その「おこだわり」、俺にもくれよ!!（清野とおる、月刊モーニングtwo→モーニング）
- その女、ジルバ（有間しのぶ、ビッグコミックオリジナル増刊号）
- その着せ替え人形は恋をする（福田晋一、ヤングガンガン）
- その向こうの向こう側（渡辺祥智、月刊コミックブレイド）
- そばっかす!（きくち正太、週刊少年チャンピオン）
- そば屋幻庵（シナリオ：梶研吾、漫画：かどたひろし、コミック乱ツインズ）
- そふてにっ（あづち涼、月刊コミックブレイド）
- ソムリエ（原作：城アラキ、作画：甲斐谷忍、マンガオールマン）
- そよ風さん見えますか?（いでまゆみ、なかよし）
- 空色☆すくらんぶる（にしむらともこ、ちゃお）
- そらいろメモリアル（やぶうち優、ちゃお）
- ソラオト（高宮智、ChuChu）
- 空が灰色だから（阿部共実、チャンピオンコミック）
- そらコミュニケーション（淡海音々葉、まんがタイムきらら）
- 空太郎物語（あまねかずみ、FEEL YOUNG）
- 空とぶ王子様（響理奈、なかよし）
- ソラニン（浅野いにお、週刊ヤングサンデー）
- そらのおとしもの（水無月すう、月刊少年エース）
- そらのカナタの!（小野敏洋、月刊コミックラッシュ）
- 空の下屋根の中（双見酔、まんがタイムきららキャラット）
- 宙のまにまに（柏原麻実、月刊アフタヌーン）
- 天は赤い河のほとり（篠原千絵、少女コミック）
- SORA! -フライトアテンダント物語-（原作：矢島正雄、作画：引野真二）
- 反町くんには彼女がいない（有川裕、月刊アフタヌーン）
- それでも愛を誓いますか?（萩原ケイク、めちゃコミックほか）
- それでも歩は寄せてくる（山本崇一朗、週刊少年マガジン）
- それでも世界は美しい（椎名橙、花とゆめ）
- それはエノキダ!（須賀原洋行、モーニング）
- それはロボット（流星ひかる、月刊COMIC HIGH→コミックハイ!）
- それゆけ! IT戦隊コレナンジャー（木村豪、PCfan）
- それゆけ!宇宙戦艦ヤマモト・ヨーコ（庄司卓、角井陽一）
- そんな彼女のラブストーリー（自称）（森ゆきえ、りぼん）
- そんな2人のMyホーム（樹るう、月刊まんがタウン）
- そんな奴ァいねぇ!!（駒井悠、月刊アフタヌーン）
- そんなんじゃねえよ（和泉かねよし、Betsucomi）
- ゾンビッチはビッチに含まれますか?（柊裕一、月刊ガンガンJOKER）
- ZOMBIEPOWDER.（久保帯人、週刊少年ジャンプ）
- ゾンビ屋れい子 （三家本礼、ホラーM）
- ZOMBIE-LOAN（PEACH-PIT、月刊Gファンタジー）